# You Can't Get Away with Murder
You Can't Get Away with Murder és una pel·lícula de drama criminal de 1939 dirigida per Lewis Seiler, i protagonitzada per Humphrey Bogart, Gale Page, i Billy Halop. La pel·lícula és del període de Bogart en què Warner Bros. va emetre pel·lícules B, abans del seu avenç com a protagonista a L'últim refugi dos anys més tard. La pel·lícula està basada en l'obra "Chalked Out" de Lewis E. Lawes.

## Argument
A Hell's Kitchen de Nova York, el jove Johnny Stone va en contra dels consells de la seva germana Madge i es connecta amb el mafiós Frank Wilson. El noi cau sota la influència del delinqüent, que l'involucra en un robatori i un assassinat amb l'arma robada del xicot de la seva germana.

## Repartiment
- Humphrey Bogart com Frank Wilson
- Gale Page com Madge Stone
- Billy Halop com Johnny Stone
- John Litel com advocat Carey
- Henry Travers com Pop
- Harvey Stephens com Fred Burke
- Harold Huber com Tom Scappa
- Joe Sawyer com Red
- Joe Downing com Smitty
- George E. Stone com Toad
- Joe King com director Keeper
- Joseph Crehan com Warden
- John Ridgely com operador de benzinera
- Herbert Rawlinson com fiscal de districte
- Emory Parnell com segon detectiu (sense acreditar)
- Eddie Anderson com Sam (sense acreditar)
- Frank Faylen com guia en el vaixell (sense acreditar)

## En la cultura popular
A la pel·lícula de 1939 Invisible Stripes, el personatge de George Raft (Cliff Taylor) està esperant fora d'una sala de cinema. Mentre camina cap endavant i cap enrere, passa un cartell publicitari de la pel·lícula You Can't Get Away With Murder, que es projecta al teatre. Quan arriba al punt de viratge, surt Humphrey Bogart en el seu personatge de Charles "Chuck" Martin amb una companya femenina. Els personatges de Taylor i Martin mantenen una breu conversa abans que Martin, amb el seu company, s'allunyin i l'escenari canviï.